# Rudolf van Fulda
Rudolf van Fulda (?, voor 800 – Fulda, 8 maart 865)  was kroniekschrijver, leraar en theoloog aan de  abdij van Fulda (Hessen in Duitsland). Daar studeerde hij bij Hrabanus Maurus en zou een van de meest vooraanstaande geleerden van zijn tijd worden.
In 822 werd Rudolf aangesteld als hoofd van de kloosterschool en werd vijf jaar later tot priester gewijd. Toen Hrabanus aartsbisschop van Mainz werd (847) ging Rudolf met hem mee, maar keerde uiteindelijk toch terug naar Fulda, waar hij in 865 overleed.
Als zijn belangrijkste werk wordt de Translatio sancti Alexandri beschouwd. Met als voorbeeld de Germania van Tacitus beschreef Rudolf de vroegste geschiedenis van de Saksen en hun bekering tot het christendom.

## Werk
- (838 – 863): Annales Fuldenses (begonnen door Einhard en door Rudolf voortgezet)
- (waarschijnlijk 836): Het leven van St. Lioba of Leobgyth van Tauberbischofsheim

- (843 – 847): Miracula sanctorum in Fuldenses ecclesias translatorum

- (863  - 865): Translatio sancti Alexandri Wildeshusam anno 851 (na Rudolfs dood door Meginhart afgemaakt)
- Een commentaar op het evangelie van Johannes is verloren gegaan

- Gemeinsame Normdatei: 118603744
- International Standard Name Identifier: 0000 0000 8361 4219
- Library of Congress Control Number: n86823480
- Nationale Bibliotheek van Tsjechië: jn19990210545
- Nationale Bibliotheek van Israël: 987007272886105171
- Trove: 1154481
- Virtual International Authority File: 18014789
- WorldCat: E39PBJqbfDgHWD6ttXbWhyCqQq